# Мориц Беньовски
Мориц Август Беньовски (на словашки: Móric Beňovský/Beňowský; на унгарски: Móric Ágost Benyovszky; на полски: Maurycy August Beniowski) е словашки благородник, авантюрист, пътешественик-изследовател, колонизатор, писател, крал на Мадагаскар, френски полковник, полски офицер и войник на австрийска служба.

## Ранни години (1746 – 1769)
Роден е в град Върбов, Кралство Унгария (днес в Словакия, Търнавски край), в семейство на кавалерийски полковник от австрийската армия, където преминава детството му. Точната година на раждане е спорна, но в много източници се посочва 20 септември 1746 година. На 16-годишна възраст тръгва по бащиния си път, като служи в австрийската армия и участва в Седемгодишната война (1756 – 1763).
След завършването ѝ е принуден да замине за Полша поради опита му да завладее земите на майка си, които след смъртта ѝ преминават към нейните дъщери от първия ѝ брак. Обвинен в самоуправство, Беньовски е подведен под съд, подозират го в дезертьорство, а църквата – в ерес. Притежавайки решителен и енергичен характер, смелост и богата фантазия, попада в разни авантюри и е принуден да бяга и от Полша. Живее в Хамбург, Амстердам и Плимут. Отново се връща в Полша и участва в Барската конфедерация – въоръжен съюз на полската шляхта против краля Станислав Понятовски и царска Русия. С чин полковник се сражава с кралските войски.

## Заточение в Камчатка (1769 – 1771)
През 1769 попада в плен и заедно с другите въстаници е изпратен в Казан, където организира затворнически бунт и успява да избяга. Когато се готви да отплава от Петербург на холандски кораб, полицията го задържа и е изпратен на заточение в Камчатка. Там съумява да предразположи губернатора на Камчатка към себе си, като преподава музика на дъщеря му, която скоро му става любовница, макар че по онова време Беньовски вече е женен. Извършва пътешествия по полуострова, изучава природата му, бита и обичаите на камчадалите и се подготвя за бягство.
На 7 май 1771 около 100 въоръжени поляци под негово ръководство се разбунтуват, убиват губернатора, завземат боеприпаси, обират хазната и се спускат на салове по река Болшая до Берингово море, където завземат кораба „Свети Петър“. По време на престрелката с преследващите ги полицаи е убита и дъщерята на губернатора. През Япония и Тайван на 23 септември бунтовниците се добират до Макао, където той успява да продаде кораба. Оттам бегълците с френски кораб се отправят за Европа. Беньовски се разделя с тях на остров Мавриций, който тогава е френска колония.

## Колонизация на Мадагаскар (1772 – 1786)
След като живее известно време на остров Мавриций, през 1772 г. Беньовски предлага на колониалната администрация фантастичен план за завоюване на Мадагаскар. Планът е одобрен и полският полковник през февруари 1774 г. със съдействието на французи (21 офицери и 237 моряци) завзема властта в Мадагаскар без проливането на капка кръв. На всичкото отгоре 2 години по-късно, на 1 октомври 1776 г. малгашите го избират за свой крал. Много скоро помощта от Франция секва, в лагера му свирепстват тропически болести и европейското присъствие се свива до 63-ма души.
В качеството си на крал на Мадагаскар през 1777 г. пристига в Париж, разчитайки на политическа и икономическа поддръжка от Франция, но бива изгонен от Луи XVI от страната като интригант и политически авантюрист. По време на пребиваването си в Париж Беньовски се увлича по шахмата и на тази основа се сближава с тогавашния американски посланик във Франция Бенджамин Франклин, който по-късно, след смъртта на Беньовски, взима активно участие във възпитанието на децата му. Чрез Франклин Беньовски се опитва да заинтересува американското правителство в покоряването на Мадагаскар, но то също му отказва, не желаейки да развали отношенията си с французите, завладели острова.
Беньовски отново постъпва в австрийската армия и през 1778 участва във войната с Прусия, водеща се за разделяне на баварското наследство. Императрица Мария Тереза му присъжда титлата граф. След войната пише мемоари и проект за развитие на австрийската морска търговия в Далмация. Пътува до Америка с намерение да участва във Войната за независимост на американските колонии, но скоро се завръща в Европа. През 1881 г. предлага лично на Джордж Вашингтон нов проект за колонизация на Мадагаскар, който също е отхвърлен.
През 1783 г. предлага на британското правителство проект за създаване „Дружество за колонизация на Мадагаскар“, който също е отхвърлен. На следващата година многократно отхвърляните планове на Беньовски за колонизация на Мадагаскар са одобрени от австрийския император, но парични средства така и не са осигурени.
През 1785 г. отново се връща при поданиците си, но и този път управлението му е краткотрайно. Следващата година французите изпращат на острова войска за неговото окончателно завземане и свалянето от престола на крал Беньовски. Заедно със своята набързо събрана и неорганизирана армия, се опитва да окаже съпротива, но на 23 май в състоялото се сражение е убит и влиза в малгашката история като национален герой. Погребан е в Мадагаскар, редом с двама руски другари, заедно с които осъществява бягството от Камчатка.

## Литературно наследство
Голяма научна ценност представляват написаните на образен литературен език мемоари на Беньовски, в които той се проявява като талантлив географ, наблюдателен учен-изследовател, дипломат и жизнерадостен авантюрист-романтик. Първото издание е на английски език през 1790 г., а след месец излиза и немски превод. През следващата година мемоарите му са преведени на френски, холандски и шведски, а след още една година – на полски.
През 1798 г. по мотиви от книгата на Беньовски драматургът Август фон Коцебу написва пиесата „Граф Беньовски“. На нейната американска премиера през 1814 за първи път прозвучава химнът на САЩ.

## Памет
- Улица в Антананариво – сегашната столица на Мадагаскар, носи неговото име.